# Lu Synd
Lu Synd (née Pauline Müller le 15 juin 1886 à Constance ; morte le 5 mai 1978 à Berlin) fut une actrice de cinéma et de théâtre ainsi qu'une productrice allemande. Au cinéma, elle œuvra principalement pendant l'ère du cinéma muet.

## Biographie
Elle fut mariée à Aruth Wartan.

## Filmographie partielle

### Actrice
- 1917 : Nuit d'horreur
- 1918 : Ferdinand Lassalle
- 1919 : Margot de Plaisance

### Productrice
- 1917 : Nuit d'horreur
- 1919 : Margot de Plaisance

## Sources de la traduction
- (de) Cet article est partiellement ou en totalité issu de l’article de Wikipédia en allemand intitulé « Lu Synd » (voir la liste des auteurs).